# HD 119250
HD 119250，又名CD-40 8096，SAO 224359、HR 5155，是一颗恒星，视星等为5.98，位于銀經313.2，銀緯20.44，其B1900.0坐标为赤經13h 36m 58.8s，赤緯-40° 20.44′ 42″。